# Ultimátum del 23 de julio de 1914
El ultimátum del 23 de julio de 1914 fue un documento que presentó el embajador austrohúngaro al Gobierno serbio en Belgrado ese día. Redactado con esmero por los diplomáticos del Imperio austrohúngaro, suponía la respuesta de este al asesinato del heredero al trono imperial, el archiduque Francisco Fernando de Austria, acaecido en Sarajevo el 28 de junio. Esta tardía reacción fue el fruto del acuerdo entre el imperio y su principal aliado, el Imperio alemán, alcanzado el 7 de julio. Tras varias semanas de discusiones entre los mandatarios imperiales, los partidarios de la guerra con Serbia —considerada responsable del magnicidio— lograron finalmente convencer a los más reticentes a desencadenarla y encargaron la redacción de un ultimátum a un miembro subalterno del cuerpo diplomático, con reconocido talento para estas tareas. Este redactó un documento concebido para que lo rechazase el Gobierno de Belgrado. El documento se presentó a las autoridades serbias el 23 del mes; la respuesta serbia fue tildada de inaceptable por la diplomacia austrohúngara. Este rechazo originó la ruptura de relaciones entre Viena y Belgrado y, a continuación, el comienzo de las hostilidades entre los dos países, en las que pronto participaron los aliados de cada uno de ellos: el Reich del lado austrohúngaro y la Triple Entente del serbio.

## Situación general

### El atentado de Sarajevo

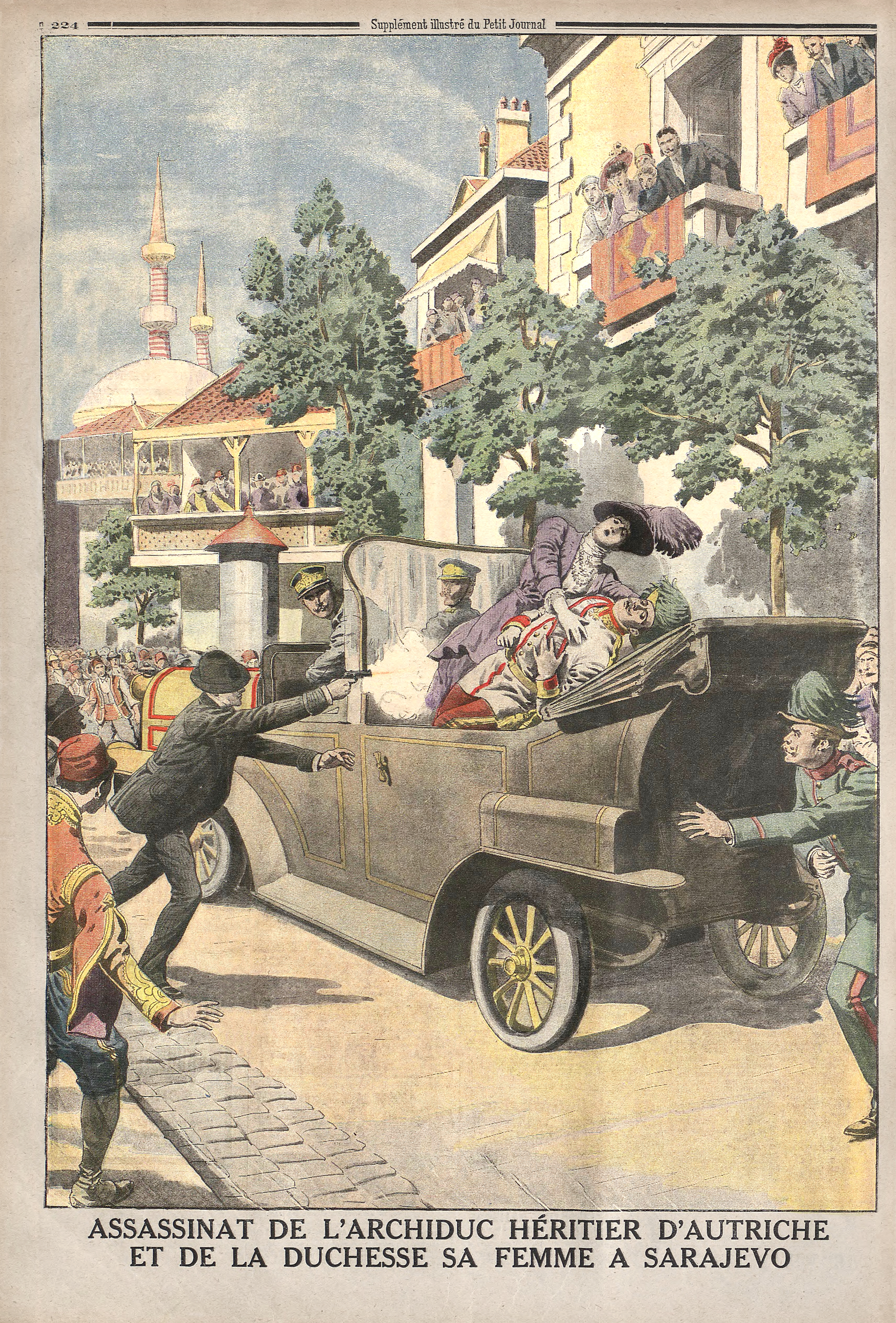
Imagen del Petit Journal del 12 de julio de 1914: el asesinato del heredero al trono austrohúngaro, el archiduque Francisco Fernando de Austria y de su esposa, Sofía Chotek.

El 28 de junio de 1914, mientras asistía a unas maniobras militares en Bosnia-Herzegovina, el heredero de la corona austrohúngara, el archiduque Francisco Fernando de Austria, hizo una visita junto con su esposa a la capital de la región, Sarajevo; durante la visita, los dos fueron asesinados en un atentado.
El atentado causó estupor en Europa y suscitó una investigación urgente de la policía. Las conclusiones de las indagaciones estuvieron listas pronto e indicaban la participación de ciudadanos del vecino reino de Serbia en el asesinato.

### Sospechas austrohúngaras
Sin poder probarlo, los mandatarios austrohúngaros creían que sus homólogos serbios estaban implicados en el atentado de Sarajevo; sabían también de la complicidad de los militares y guardafronteras serbios en la preparación del ataque y en la fuga de los cómplices, que se zafaron de la persecución de la policía imperial. En Serbia, los diplomáticos austrohúngaros observaron la diferencia entre la actitud oficial de condolencia por el magnicidio y la reacción popular, de entusiasmo por la noticia de las muertes del archiduque y su esposa.
Además, desde comienzos de año, las autoridades imperiales, avisadas por los informes del servicio de espionaje, esperaban el estallido de una crisis balcánica: según los espías, desplegados en gran número en Bosnia en junio, el emperador ruso deseaba desencadenar una crisis con los austrohúngaros y esta acontecería antes de que acabase el año.
La influencia austrohúngara en los Balcanes había menguando frente a la rusa, tras la grave derrota de Bulgaria en la segunda guerra balcánica.

### Serbia, el «Piamonte de los eslavos del sur»
Desde la independencia obtenida en 1878, el reino de Serbia constituía la principal preocupación de las autoridades austrohúngaras. El reino suponía un obstáculo para la política imperial en los Balcanes. No obstante, la dinastía Obrenovic, que reinó en el país hasta 1903, se apoyó en el imperio y estableció estrechos lazos políticos y económicos con este. El sangriento golpe de Estado de 1903 puso fin a esta dependencia: el nuevo rey, Pedro, que contaba con el apoyo de los políticos radicales, se acercó a Francia.
Desde 1905, los diputados de los eslavos del sur de las distintas Dietas (Parlamentos regionales) del imperio se unieron para formar grupos parlamentarios comunes (en Dalmacia en 1905 y en Croacia-Eslavonia en 1908; en esta última se hicieron con la mayoría parlamentaria en el Sabor de Zagreb).
Serbia se sumió en una gran crisis política a comienzos de 1914, debido a la política exterior del príncipe heredero Alejandro. El 2 de junio se nombró a este regente dada la debilidad del rey, enfrentado con ciertos círculos militares; por entonces encabezaba el Gobierno Nikola Pašić. En esta situación se iban a celebrar las elecciones legislativas, convocadas para el 14 de agosto, en cuya campaña previa participó intensamente el presidente del Gobierno.

### Situación de los Imperios Centrales en 1914
En los meses anteriores al atentado de Sarajevo, el Imperio alemán no podía ya asegurarse la fidelidad de los Estados balcánicos. Estos se hallaban agotados por las recientes guerras balcánicas y necesitaban financiación para sufragar la anexión de los territorios obtenidos en ellas, que ni alemanes ni austrohúngaros pudieron proporcionar.
La posición alemana en el Imperio otomano parecía asimismo amenazada y así lo consideraban tanto el emperador como sus consejeros; así, durante el otoño de 1913, la Sublime Puerta, aunque favorable al Reich, no podía financiarse únicamente con los préstamos de los bancos alemanes, escasos de fondos, y tuvo que solicitarlos en Londres y París. El 29 de mayo de 1914, Karl Helfferich, representante de Deutsche Bank, envió al canciller un informe alarmante sobre la dificultad del Reich para conservar su influencia económica en el Imperio otomano; las negociaciones entre el Gobierno de Constantinopla y los banqueros alemanes durante la primera quincena de junio concluyó con la concesión inmediata por estos de todas las solicitudes de aquel. No obstante, este acuerdo temporal no satisfizo a la banca alemana, pues no resolvía el problema de la escasez de fondos para futuras peticiones, tanto otomanas como de otros aliados y clientes del imperio.
Así, en la primavera de 1914, el Imperio austrohúngaro era el único aliado fiel con el que podía contar el alemán, dado el alejamiento progresivo de este y los Estados balcánicos.

## Concienzuda preparación (28 de junio-23 de julio)
El asesinato del heredero llevó a las autoridades imperiales a preparar la reacción, que se hizo con esmero y con la complicidad del Reich.

### Diferencias entre los mandatarios imperiales y acuerdo final (7-23 de julio)

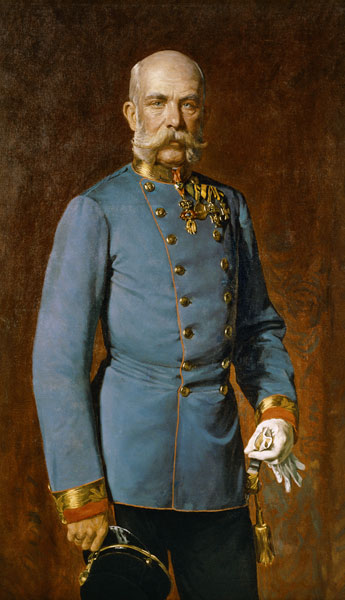
El emperador Francisco José

En la crisis de julio de 1914, los distintos centros de poder político del imperio influyeron en la dirección de la política exterior, en ocasiones tratando de orientarla de maneras muy distintas.
Esteban Tisza, presidente del Gobierno húngaro, temía la reacción de la población eslava, —mayoritaria en el reino, pero discriminada— pero se hallaba en una posición minoritaria en las reuniones de los mandatarios austrohúngaros que comenzaron el 7 de julio: hasta el 14 del mes Tisza se opuso a llevar a cabo cualquier acción armada contra Serbia. En un documento en el que explicaba su posición, propuso el 7 de julio que se buscase una solución diplomática a la crisis que permitiese restaurar la liga con Bulgaria y Rumanía y aislar así a Serbia, que, en esta situación, tendría que aceptar las reclamaciones austrohúngaras.
El 14 del mes, sin embargo, el embajador alemán en Viena, Heinrich Leonard von Tschirschky und Bögendorff, anunció a su Gobierno que Tisza había aceptado finalmente el envío de una nota a Serbia.

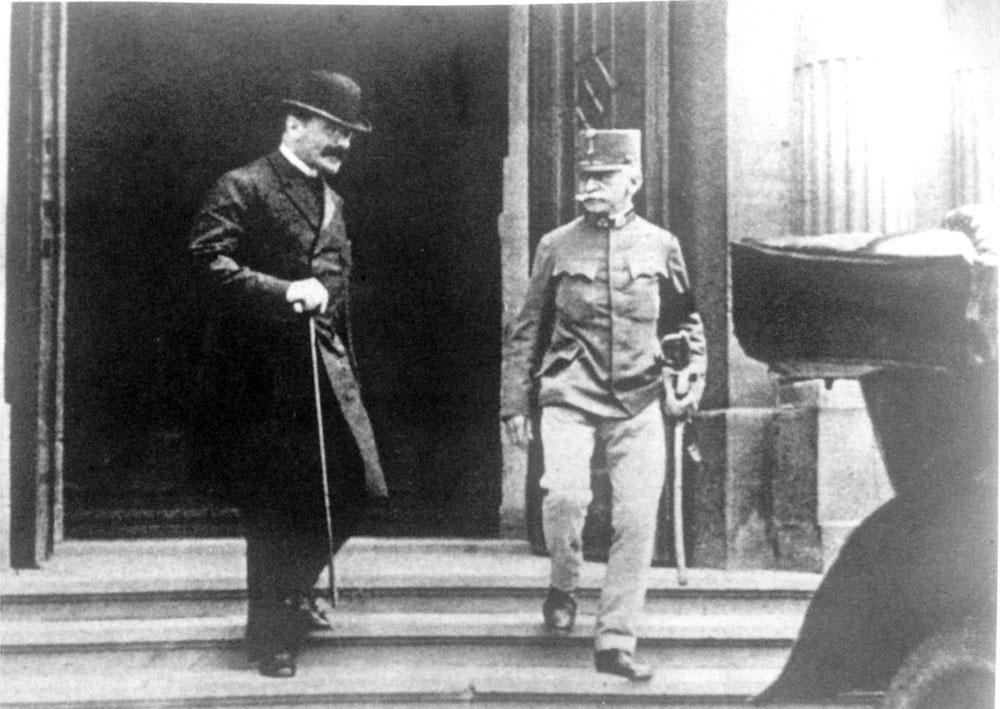
Esteban Tisza y Franz Conrad von Hotzendorf en Viena el 15 de julio de 1914, durante la crisis de julio.

El 19 de julio, durante un consejo de ministros conjunto en Viena, se disiparon los últimos recelos de Tisza, en parte por influencia de uno de sus estrechos colaboradores, Esteban Burián; Von Hötzendorf le aseguró, pese a la reticencia del ministro de Asuntos Exteriores Berchtold, que el imperio no se anexaría territorios y que Transilvania sería defendida de cualquier ataque rumano. Se acordó que sería Bulgaria, aliada del imperio, la que recibiría los territorios serbios que se conquistasen. Las demás cuestiones que planteó Tisza (las probables exigencias rumanas de compensación, la política búlgara tras las anexiones, la sustitución de la dinastía Karađorđević en Serbia, la posibilidad de que Rusia interviniese en el conflicto y la consecuencia militar de esto) quedaron sin respuesta.
Al mismo tiempo, se remozó el servicio de espionaje para adaptarlo a las necesidades bélicas: recabar información del enemigo, censurar el correo, vigilar las comunicaciones telefónicas y telegráficas y combatir el espionaje del contrincante.

### El reino de Serbia en la crisis de julio
En las horas siguientes al asesinato del heredero austrohúngaro,el interés del imperio se centró en Serbia. Los primeros interrogatorios parecían confirmar las sospechas de los funcionarios imperiales. El 1 de julio, uno de los confabulados, detenido por la policía austrohúngara en una redada a nacionalistas serbobosnios, Danilo Ilić, desveló las múltiples ramificaciones de la conspiración. Pero fue difícil desvelar vínculos entre los conjurados y Serbia, en parte por la resistencia de los arrestados como consecuencia de la confesión de Ilić.
La participación del reino vecino pareció confirmarse, sin embargo, por la reacción de la población del reino a la noticia del asesinato,  recogida por los diplomáticos austrohúngaros. El Gobierno serbio ordenó ocho semanas de luto oficial —que pronto redujo a otros tantos días—,, pero la población se mostró, por el contrario, alborozada y la prensa nacionalista desató una campaña de crítica al imperio, pese a las peticiones del cuerpo diplomático serbio; ante el consiguiente descontento austrohúngaro, el Gobierno serbio se limitó a recordar que la Constitución le impedía conculcar la libertad de prensa. Los intentos austrohúngaros de investigar también en Serbia no dieron resultado, ante la actitud obstructora de los investigadores serbios.
El ambiente electoral en el país —las elecciones se iban a celebrar el 14 de agosto— también desaconsejaba que el Gobierno reprimiese con dureza a los nacionalistas extremistas.
La reacción serbia, dominada por Pašić, tuvo tres fases, aunque en todo momento el Gobierno se mostró dispuesto a colaborar en cierta medida con la policía del país vecino. La primera fase, del 28 de junio al 15 de julio, se caracterizó por la prudencia y la reserva gubernamentales; la segunda, abarcó el periodo en el que se prepararon las represalias contra el reino (del 15 de julio, cuando el Gobierno húngaro se avino a ello, hasta el 23 de julio, cuando se presentó el ultimátum a Serbia); la tercera fase fue la de la presentación y gestión del ultimátum que condujo a la guerra.

### El Imperio alemán en la crisis
Pese a las diferencias en otros aspectos, los mandatarios austrohúngaros coincidieron en la necesidad de consultar con Alemania. El 5 de julio, el conde Hoyos viajó a Berlín para recabar el apoyo oficial del Reich a las medidas que Austria-Hungría pensaba aplicar respecto a Serbia. El respaldo oficioso lo habían recibido ya los austrohúngaros el día anterior. Ese mismo día, el kaiser Guillermo había proclamado su decisión de respaldar a Viena, que confirmó a Hoyos el día 5.
Con la promesa alemana (Hoyos volvió a Viena el día 7), los austrohúngaros empezaron a preparar la respuesta al atentado. Los alemanes recomendaron que, si Austria-Hungría se enfrentaba a Serbia, lo hiciese cuanto antes, para aprovechar la indignación que había causado el atentado.
La actividad del Reich, según Fritz Fischer, no se limitó a prometer apoyo a su coligado del sur, sino que incluyó también el intento de limitar el conflicto a Austria-Hungría y Serbia mediante acciones diplomáticas ante los aliados de esta; una circular del 24 de julio, del Ministerio de Asuntos Exteriores a los embajadores les ordenaba hacer hincapié en el carácter bilateral de la crisis. El embajador alemán en Viena, Heinrich Leonard von Tschirschky und Bögendorff, favoreció la adopción de represalias a Serbia.

## El ultimátum
La respuesta austrohúngara al asesinato de Francisco Fernando, preparada desde el 6 de julio, se presentó al Gobierno serbio el 23 del mes, a media tarde. Los distintos actores austrohúngaros que gestionaban la crisis participaron en la redacción del documento. También el momento de presentarlo había sido sopesado cuidadosamente por las autoridades austrohúngaras. 

### Redacción
La redacción del ultimátum a Serbia se le confió el 8 de julio al barón Musulin von Gomirje, diplomático austrohúngaro reputado de buen redactor y partidario de resolver la crisis por la fuerza; la redacción centró los esfuerzos del ministerio, que se esforzó en diseñar un documento que Serbia pudiese aceptar salvo en el apartado sexto, que atentaba intencionadamente contra su soberanía.
Una vez listo, el ultimátum se envió el 20 de julio al emperador para que le diese el visto bueno; este lo hizo a la mañana siguiente. Según el plan previsto, se presentó al Gobierno belgradense a las cinco de la tarde del día 23.

### Recriminaciones y exigencias austrohúngaras
Lo que se denomina normalmente ultimátum del 23 de julio constaba en realidad de dos documentos distintos: una nota diplomática y el ultimátum propiamente dicho, compuesto por diez puntos.
El prólogo de la nota contenía una lista de agravios y el recordatorio de la promesa serbia de 1909 de mantener relaciones de buena vecindad. El Gobierno austrohúngaro no acusaba al de Belgrado de haber incitado a los confabulados a asesinar al archiduque (algo que la investigación llevada a cabo en Bosnia no había podido probar), sino de haber tolerado la maquinación.
Por su parte, el ultimátum propiamente dicho comprendía diez puntos. Tres de ellos exigían el fin de la propaganda antiaustriaca en Serbia, la prohibición de la prensa y la propaganda yugoslavistas. Otros cuatro exigían el castigo de los cómplices y la detención de los funcionarios implicados en el magnicidio. Los puntos quinto y sexto reclamaban que la policía serbia colaborase con las autoridades austrohúngaras en la persecución de los culpables y mencionaba la posibilidad de que estas actuasen en territorio serbio; el último punto exigía celeridad en la aceptación de las reclamaciones del imperio.
El documento reflejaba el deseo de las autoridades políticas y militares austrohúngaras de recuperar la influencia sobre el país vecino perdida en 1903, y de que volviese a ser un satélite del imperio.

### Presentación del ultimátum
La presentación del ultimátum también se cuidó. Se verificó a las seis de la tarde, cuando se creía que los principales mandatarios franceses habrían ya embarcado con rumbo a Rusia. El embajador austrohúngaro, entregó la nota al ministro de Finanzas, que se ocupaba interinamente de Asuntos Exteriores ante la ausencia de Pašić, que se encontraba en Niš. La nota incluía tanto el ultimátum como un apéndice.
El ministro protestó por el plazo fijado para la respuesta al ultimátum, que consideraba insuficiente por la campaña electoral, pero el embajador soslayó la queja. Por tanto, el Gobierno serbio contaba con cuarenta y ocho horas para contestar a la nota austrohúngara, a partir de las seis de la tarde del 23 de julio.

## La respuesta serbia

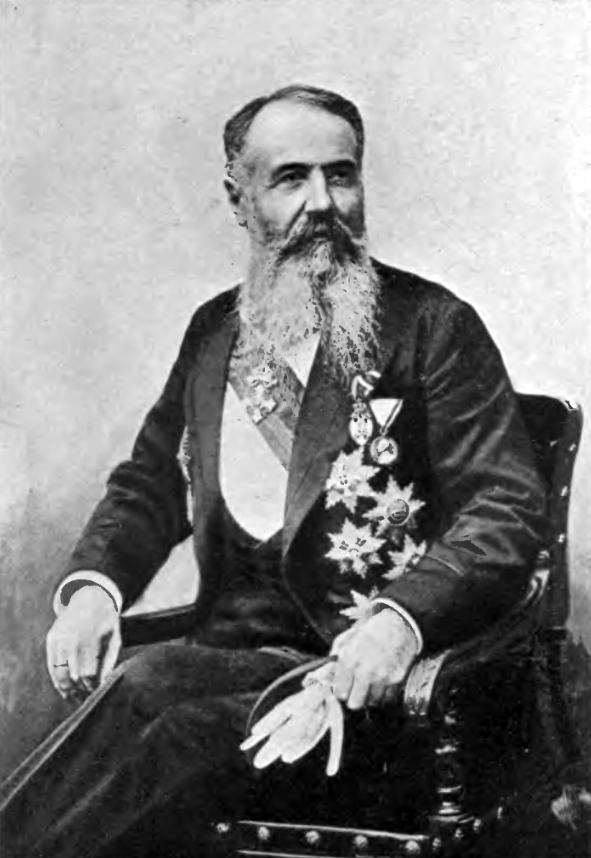
Nikola Pašić, el presidente del Gobierno serbio durante la crisis.

La reacción serbia al ultimátum austrohúngaro quedó determinada por la actitud de Pašić el 23 de julio. En todo caso, la respuesta serbia fue la esperada, ya que el ultimátum había sido concebido con la intención clara de que no pudiese ser aceptado.
Pašić se encontraba en campaña electoral y luego marchó a descansar a Salónica; cuando se hallaba de camino a esta, recibió la orden del regente Alejandro de regresar enseguida a Belgrado, donde ya se había reunido el gabinete y se habían aprobado una serie de medidas, entre ellas el envío de una circular a los embajadores del país.
La mañana del 25 de julio, pocas horas antes de que se cumpliese el plazo dado por los austrohúngaros para responder al ultimátum, se reunió de nuevo el Gobierno serbio y se decidió la respuesta a las exigencias austrohúngaras, que se comunicaron al embajador imperial en el último momento, a las seis de la tarde.

### Aceptación parcial de las exigencias austrohúngaras
El Gobierno serbio accedió a la mayoría de las reclamaciones austrohúngaras, y solicitó aclarar ciertos puntos expuestos por el Gobierno imperial en su nota.
Por otra parte, rehusó permitir que la policía del país vecino actuase en su territorio, para lo que contó con el beneplácito del agregado de la embajada rusa y el apoyo decidido del ministro de Asuntos Exteriores del Gobierno piterburgués. La aceptación parcial serbia en realidad era un rechazo encubierto de las exigencias del ultimátum.

### La ruptura de relaciones bilaterales
La respuesta serbia, que el redactor del ultimátum, el barón Musulin, calificó de «ejercicio brillantísimo de estilo de virtuosismo diplomático», determinó la ruptura de relaciones diplomáticas, que el Gobierno vienés acometió el mismo día que la recibió.
La nota serbia la entregó el mismísimo Pašić, ya que el resto de ministros había rehusado hacerlo. El embajador austrohúngaro abandonó la capital serbia inmediatamente después, a las seis de la tarde. El 28 de julio, el emperador Francisco José firmó la declaración de guerra a Serbia.

### Reacciones en Europa: 23-28 de julio
Los Gobiernos europeos comenzaron a estudiar la situación tan pronto como los austrohúngaros presentaron el ultimátum a Serbia; esta tenía poco tiempo para consultar con sus aliados antes de que se acabase el plazo para responder a los austrohúngaros.
Rusia fue la primera en reaccionar: el Gobierno sugirió que se pidiese más tiempo para estudiar el documento austrohúngaro. A la vez, decidió que se emprendiese la movilización parcial del Ejército, medida que se anunció el 28 de julio, y que se aplicasen medidas económicas de presión tanto al Imperio alemán como al austrohúngaro, como la repatriación de los bienes rusos en estos. Esto disgustó al Gobierno alemán, cuyos diplomáticos insistían ante los distintos países en que el conflicto era puramente bilateral, circunscrito a Serbia y Austria-Hungría.
Por su parte, los británicos propusieron que cuatro potencias (Alemania, Italia, Francia y el Reino Unido) mediasen entre los dos países enfrentados, después de que Austria-Hungría conquistase Belgrado. Pese a esto, ya el 27 de julio, el ministro de Asuntos Exteriores Edward Grey dejó claro que su país participaría en la guerra si esta acababa desencadenándose y no se podía evitar mediante la diplomacia.
Los mandatarios austrohúngaros subestimaron el apoyo ruso a Serbia y la decisión británica de entrar en guerra si resultaba necesario.